# Syconycteris hobbit
Espèce
Statut de conservation UICN

 LC  : Préoccupation mineure
Syconycteris hobbit, appelée communément Syconyctère de la forêt de Moss, est une espèce de grande chauve-souris de la famille des Pteropodidae.

## Taxonomie
Découverte à l'origine en Nouvelle-Guinée en 1911, la chauve-souris est ensuite découverte à Habema, à Tembagapura-Timika et à Lian Jaya, ainsi qu'en Indonésie en 1982 par Alan C. Ziegler. Ziegler la décrit sur la base d'un adulte et d'un sous-adulte pris dans la province de Marobe, en Papouasie-Nouvelle-Guinée, à une altitude de 2 400 m d'altitude.
La chauve-souris reçoit son épithète spécifique en tant que référence au Hobbit, personnage de J. R. R. Tolkien. Comme le Hobbit, elle a les pieds velus.

## Description
Avec une longueur totale de 68 à 78 mm et une longueur d'avant-bras de 47 à 52 mm, l'espèce est l'une des plus petites chauves-souris. Elle n'a pas de queue manque. La longueur des oreilles est de 9,5 à 12 mm. En fonction de la zone de distribution et du sexe, le poids se situe entre 15 et 22 g.
La fourrure dense et soyeuse sur le dessus a une couleur allant du brun grisâtre au brun foncé. Sur le dessous, le manteau est plus léger et plus court. Souvent, les poils des avant-bras et des jambes ont une teinte rougeâtre.

## Répartition

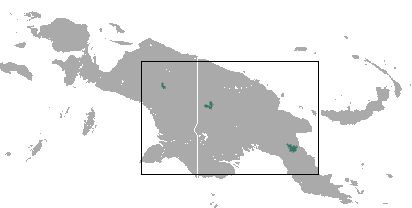
Aire de répartition de Syconycteris hobbit

Syconycteris hobbit vit en plusieurs populations distinctes dans les forêts décidues sèches tropicales et subtropicales des montagnes de la Nouvelle-Guinée, dans des régions situées entre 1 850 et 2 700 m d'altitude. L'espèce vit dans les forêts et les arbustes et va parfois dans les jardins.

## Source de la traduction
- (de) Cet article est partiellement ou en totalité issu de l’article de Wikipédia en allemand intitulé « Mooswald-Blütenflughund » (voir la liste des auteurs).